# Нарейко, Евгений Терентьевич
Нарейко Евгений Терентьевич (1901—1942) — советский деятель органов госбезопасности, заместитель начальника УНКВД Ивановской обл., старший лейтенант ГБ,  депутат Верховного Совета РСФСР.

## Биография
Родился в 1901 году. Член ВКП(б) c 1919.
На 23.02.1936 работал в органах государственной безопасности Ивановской области. До 21.09.1939 — заместитель начальника УНКВД Ивановской области. 21.09.1939 уволен вовсе c исключением с учёта согласно ст. 38 п. «в» Положения.
Депутат Верховного Совета РСФСР 1 созыва.
Осужден 11.07.1941. Орган, вынесший решение — ВКВС СССР. Приговорён к 10 годам лишения свободы.
Умер в заключении (в ИТЛ) в 1942 году.

## Звания
- младший лейтенант государственной безопасности (23.02.1936)
- лейтенант государственной безопасности (28.04.1937)
- старший лейтенант государственной безопасности (29.05.1938)